# 珀尔 (德国)
珀尔（德語：Pöhl，發音：[pøːl] ⓘ）是德国萨克森州福格特兰县的市镇，面积36.64平方千米，2023年12月31日人口为2,417人。